# 損失補償 (財政援助)
損失補償（そんしつほしょう）とは、財政援助の一種として、特定の者が金融機関等から融資を受ける場合に、将来、その融資の全部又は一部が返済不能となって当該金融機関等が損失を被ったときに、地方公共団体等が、債務者に代わって、当該金融機関等に対してその損失を補償することをいう。通常、契約書（又はそれに替わる書類）が取り交わされる。
損失補償の目的は、金融機関等の万一の損失を補償することによって、実質的に「債務保証」に替わるものとして取り扱うことによって、融資を容易し、もって当該の事業の円滑な実施を図ることにある。地方公共団体が、その関係する第三セクターにおいて民間金融機関から融資を受けようとする場合に、「損失補償」を付けるケースがみられる。

## 行政上の解釈
自治体による「損失補償」契約については、何ら法律上の制限はなく、適法とされてきた。
これは、行政上の解釈として、「損失補償については、財政制限援助法第3条の規制するところではないものと解する」（昭和29年5月12日自丁行発65号大分県総務部長への自治省行政課長からの回答）との解釈が示されてきたためである（財団法人大分県信用保証協会が保証する特別小口融資についての損失補償）。

## 損失補償を用いる理由
民間企業において子会社等が借り入れをする場合に「債務保証」を付すことはよくあるが、政府又は地方公共団体においては、会社その他の法人の債務について、総務大臣の指定する会社その他の法人でない限り、保証契約を付すことはできない（「法人に対する政府の財政援助の制限に関する法律」（財政援助制限法）第3条）。なお、「法人」に対してとあるが、その趣旨からして個人についても同様と解釈するのが相当である。
これは、地方公共団体がその関係する法人等が負う債務に対して債務保証を付けることを許していると、当該団体の直接の債務ではないにしても、法人の事業の状態によっては何時発生するかわからない不確実な債務が増加し、当該団体の財政基盤を危うくすることを避けるためのものである。
特に、第三セクターへの損失補償において問題視される。
第三セクター等にとっては、「損失補償」をつけることにより、実質的な「債務保証」として、地方公共団体の高い信用力を背景に必要な資金を金融機関等から調達できる。
また、金融機関にとっても、第三セクター等に対する融資は、そのバックに自治体が控えているとはいえ、全くの担保がない状態では融資しづらい。しかしながら、自治体の「損失補償」があれば、「保証」に替わるものとして取り扱えるという利点がある。また、一般的に第三セクターは自社名義での不動産等の有形固定資産を有しないことが多く、金融機関にとって担保となるものがまずないことも要因としてある。
地方公共団体にとっても、が第三セクターに対して、出資金や貸付金、補助金の支出といった形で財政支出を行おうとすれば、歳出規模の拡大につながり、また機動的に供給することは難しいため、「損失補償」を用いてきた事情がある。
なお、いわゆる地方三公社のうち、「土地開発公社」と「地方道路公社」については、それぞれ法律で、自治体は債務保証を行うことが認められており、これら二つの公社への融資に当たっては「債務保証」が用いられる。

## 「損失補償」と「債務保証」との違い

### 法律の定め
「債務保証」は民法で明記されその条文に従う。これに対して、「損失補償」は2者間の合意により成立し、その内容が定まり、基本的に民法の債務保証の条文が適用されない。

### 債務全てか損失部分か
「債務保証」は、主たる債務と同一性を有し、債務者が履行しなかった債務のすべて（利息、違約金、損害賠償等を含む）について責任を負う。これに対し、「損失補償」は主たる債務と別個の債務であり、その責任の範囲は当事者間で定めることとされ、通常は債務者の債務不履行により発生した「損失」の一部（「元金および利子およびその一部）に限定される。

### 履行義務発生時期
「債務保証」は、主たる債務が履行遅滞になると直ちに「従たる債務」として履行義務が発生する。これに対し、「損失補償」は「損失」が生じて初めて補償すべきものであり、単にある債権が弁済を受ける時期が到来したのに弁済がなされないということのみをもってしては、「損失」が発生したとみなされない。具体的には、債務者が倒産あるいは、そうした事態に至っていなくとも、客観的に当該債権の回収の見込がほとんどなくなった場合に初めて「損失」となったと認識され、その時点で債務となる。

## 損失補償に関する判例
実務上、「債務保証」と「損失補償」とは同義のように扱われてきた。そのため、主として自治体の行った損失補償に対して、市民団体からの異議申し立ての形で提訴され、司法の場で「損失補償」と「債務保証」の法的性質が争われてきた。
従来の裁判では、「損失補償」を「債務保証」とは異なるものとし、「適法」とする判決が示されてきた。

### ネイブルランド
福岡県大牟田市の第三セクター「ネイブルランド」に対する損失補償契約に関する福岡地裁平成14年3月25日の判決では「損失補償契約と債務保証契約とはその内容及び効果の点で異なるものであり、また、会社その他の法人のために地方公共団体が損失補償契約を締結し債務を負担することは法の予定するところであるといえるから、損失補償契約の締結自体をもって、財政制限援助法等の法令に違反するものとはいえない。そのため、当該損失補償契約は私法上当然に無効とはいえない」とした。
福岡高等裁判所に控訴したが、同様に損害賠償請求は退けられ、さらに最高裁判所に上告されたが、平成18年3月9日最高裁判所の上告棄却により確定した。

### アジアパーク
熊本県荒尾市の第三セクター「アジアパーク」に対する損失補償契約に関する、熊本地方裁判所平成16年10月8日の判決も同様に、「損失補償契約は適法」とした。同様に、高等裁判所、最高裁判所まで持ち込まれ、平成19年9月21日最高裁で確定している。

### 川崎コンテナターミナル判決
川崎市の第三セクター「かわさき港コンテナターミナル株式会社」（KCT）に対する損失補償契約に関する、横浜地裁の平成18年11月15日の判決は初めて「損失補償契約を違法」とした。
それによると、「政府又は地方公共団体の不確定な債務がむやみに増加することを防止し、もって財政の健全化を図るという財政援助制限法第3条の趣旨からすると、これに類し同様の機能、実質を有する合意も同条の規制に服するものと解するのが相当」とした上、本件損失補償協定は「民法上の保証契約とはいえないまでも、それと同様の機能、実質を有するものであって、財政援助制限法第3条による規制を潜脱するものというほかないから、同条に違反した無効なものである」とした。
一方、「当時、自治省行政課長の回答を前提として、損失補償契約は財政援助制限法第3条に反しない旨の理解が広く受け入れられており、地方公共団体において前記協定のような損失補償契約は広く利用されていたし、裁判例としてもこれを適法とするものがあった」とし、市長への損害賠償請求及び金融機関への不当利得請求は棄却した。
この判断は地方公共団体、金融機関には驚きをもって受け止められたが、市側も損害賠償請求が退けられたこともあり控訴しなかったことから、地裁判決で確定した。
なお、この判決の後、上記のとおり、いずれも損失補償を適法とする荒尾市の事案に対する高裁、最高裁の判決が下されており、司法判断は分かれている状態にある。

## 問題点

### 実質的には債務
「損失補償」と「債務保証」とは民間から資金調達する際の「信用補完」という意味では基本的に同じ機能を持つものである。その意味からすれば、厳密に財政援助制限法第3条の趣旨に照らせば、自治体の「損失補償」は「債務保証」は単に呼び名が違うものの、違法なものであると考えることもできる。（この立場に立つ判例も現れている。（上記））

### 損失補償は自治体財政の「潜在的リスク」
「損失補償は適法」との行政解釈が通説として認識されてきたこともあって、地方公共団体の損失補償契約は長期的に拡大が続いた。総務省の調査によれば、2005年度末（平成17年度末）において全国の第三セクター489法人の損失補償残高は2兆3109億円に上る。
地方公共団体の健全性が問題視され、特に第三セクターなど地方公共団体の「本体」以外の部分で、直ちに表面化するものではないにしても多数の債務を抱えながら、それらが明確に情報公開されず、住民・議会のチェック機能が働いていない、あるいは地方公共団体とは一応独立した法人であることを理由に当該法人においてガバナンスが機能せず、赤字の垂れ流しとなり、地公体にとって将来の債務となるリスクを膨らませてきたのではないかという批判もみられる。
今や、「損失補償」は、その偶発性とあいまって地方財政の「リスク」の一つとして認識されている。総務省の「債務調整等に関する調査研究会」（宮脇淳座長）が2008年（平成20年）12月にまとめた「第三セクター、地方公社及び公営企業の抜本的改革の推進について」でも、「第三セクターが経営破たんしたときには、当初予想しなかった巨額の債務（財政負担）を負うリスクもあることから、特別な理由がある場合以外は新たな損失補償は行なうべきでない」とされた。